# 玄勝鍾
玄勝鍾（韓語：현승종，1919年2月26日（农历1月26日）—2020年5月25日），韓国政治人物、第24届韩国国务总理。号春齋（춘재），本贯延州（연주）。

## 生平
玄胜锺出生于平安南道价川，1937年毕业于平壤高等普通学校，1943年获得京城帝国大学法学学士学位。他曾加入日本帝國陸軍，以中尉階級退役。1946年起近30年在高丽大学担任教授。
1949年12月，玄氏加入韓國空軍、獲授上尉軍銜，1950年至1953年間參加韓戰，1952年10月晉升少校，1955年3月又進一步升為中校，後於1957年退役。
1974年至1980年担任成均馆大学校长，1989年至1992年担任翰林大学校长。
1992年10月8日出任国务总理，当时他已经73岁，是目前大韩民国史上年龄最大的国务总理。1993年2月24日辞任国务总理，同年任翰林科学院院长。
1994年1月起担任联合国儿童基金会韩国委员会会长，成为3年制的总裁一直连任到2010年6月。

## 逝世
2020年5月25日玄胜锺逝世，享嵩寿101岁，他是自1948年大韩民国建国以来最长寿的总理及领导人。

## 家庭
- 夫人： 洪榮杓(홍영표，1922年11月25日－2014年11月1日)
  - 女儿：玄君淑(현군숙，1942年9月21日－，已婚及出家) 　
  - 长子：玄允海(현윤해，1947年3月3日－，已婚) 　
  - 次子：玄春海(현춘해，1949年9月2日－，已婚)　
  - 幼子：玄宣海(현선해, 1958年12月23日－，已婚)